# デジタル出版者連盟
一般社団法人デジタル出版者連盟（デジタルしゅっぱんしゃれんめい、英: Digital Publishers Federation of Japan、略称：電書連（DPFJ））は、電子書籍市場への対応に向け、2010年2月に設立された社団法人である。

## 概要
1990年代の日本は電子書籍創成期であり、電子書籍普及のために様々な試みが行われていた。その中、電子書籍販売業者は著者と直交渉で電子出版権を取得して電子書籍を販売していた。当時の著作権法では電子書籍は出版権の対象外であったため、出版社の立場としては出版権を侵害されているに等しく、電子書籍を脅威に感じていた。そこで出版社の権利保護・著作者の権利保護・電子出版の健全な発達と市場の拡大の3つを目的として、2000年1月に光文社・講談社・徳間書店・文藝春秋・角川書店・集英社・新潮社・中央公論の8社によって任意団体「電子文庫出版社会」を設立。
2001年9月には、加盟社が出版する一般書・文芸書を取り扱う電子書籍販売サイト「電子文庫パブリ」を開設。
2010年2月には電子文庫出版社会を母体とし、小学館・集英社など大手出版社21社が参加して「日本電子書籍出版社協会」を設立。。
2011年10月にIDPFが日本語の組版にも対応したEPUB3.0を公開し、EPUB3を使用した電子書籍が刊行されるようになった。しかし電子書籍リーダーによってEPUB3の実装がまちまちで、また電子書籍リーダーの独自仕様の対応にも苦慮し、電子書籍の制作に支障をきたしていた。そこで日本電子書籍出版社協会は2012年9月に、文字中心でシンプルな体裁の一般書・コミックを制作する際の注意点をまとめたガイドライン「電書協EPUB 3 制作ガイド ver.1.0」（通称、電書協フォーマット）を公開。なおこのガイドラインは日本の電子書籍で幅広く使われており、このガイドラインを参照して、各社独自の仕様「コンテンツ緊急電子化事業電子書籍制作仕様書」（日本出版インフラセンター）・「KADOKAWA-EPUB制作仕様」（KADOKAWA）・「電書ラボ EPUB制作仕様」（電書ラボ）などが作られている。

## 沿革
- 1999年秋 - 「仮称・電子書籍出版販売協会設立準備会」開催[2]
- 2000年1月 - 任意団体「電子文庫出版社会」設立
- 2001年9月1日 - 電子書籍販売サイト「電子文庫パブリ」開設
- 2010年2月1日 - 「一般社団法人日本電子書籍出版社協会」設立
- 2010年3月3日 - 公式サイト開設
- 2010年3月24日 - 設立総会開催（31社の代表が参加）[6]
- 2012年9月11日 - 「電書協EPUB 3 制作ガイド ver.1.0」公開
- 2014年11月13日 - 「電書協 EPUB 3 制作ガイド ver.1.1.3」公開（EPUB 3.0.1に対応）
- 2021年10月1日 - 一般社団法人デジタルコミック協議会を吸収
- 2022年2月1日 - 一般社団法人デジタル出版者連盟に商号変更